# Hydropotes inermis
O Hydropotes inermis, comummente conhecido como hidrópote ou veado-d'água-chinês, é um pequeno veado asiático, natural da China e da Coreia, que se destaca dos demais veados porque o macho dispõe de presas superiores compridas e recurvas e porque, tal como as fêmeas, não tem chifres.

## Etimologia
Do que toca ao nome genérico, Hydropotes, este termo provém do grego antigo, que signfica «bebedor de água», resultando da aglutinação dos étimos  ὕδωρ (hydro), que significa «água», e ποτής (potḗs), que significa «beber». Este nome existe em alusão à preferência deste animal por habitats higrófilos.
Quanto ao epíteto específico, inermis, vem do latim e significa «indefeso; sem armas», em alusão à falta de hastes característica desta espécie de veado.  

## Distribuição
O veado-d'água-chinês é natural da região da bacia do Baixo Rio Amarelo, no Leste-central da China, e da Coreia. Esta espécie foi introduzida no Reino Unido e na França, onde se assilvestrou.

### Habitat
O veado-d'água-chinês tanto pode viver em zonas pantanosas, como em pradarias relvosas. Com efeito, privilegia os territórios junto aos canaviais e às junqueiras das orlas fluviais, bem como os prados de ervas altas junto às montanhas e ainda as courelas agricultadas.
Trata-se de uma espécie fugidia, com boa aptidão para se acaçapar entre a vegetação, pelo que tendem a assentar em espaços que lhe ofereçam refúgios naturais, onde se possam esconder. 

## Descrição
Os veados-d'água-chineses são relativamente pequenos, medindo entre 77 centímetros e meio a um metro de comprimento. São rabicurtos, ostentando caudas que rondam os 6 a 7 centímetros e meio de comprimento.
Têm uma pelagem de tonalidade castanho-clara, de tacto crespo e ralo, sendo que os pêlos mais compridos se encontram junto ao flanco e aos quadris, especialmente durante o Inverno, altura em que podem medir até 4 centímetros de comprimento. Têm um focinho acinzentado, com matizes castanhos-avermelhados, com orlas esbranquiçadas a circundar os olhos e o nariz. O queixo e o pescoço também exibem uma coloração alvadia, ao passo que o cachaço, por seu turno, exibe uma tonalidade trigueira de castanho-dourado.
O ventre, para contraste, também é de coloração esbranquiçada.
Ambos os sexos são desprovidos de hastes, sendo certo que, em contrapartida, contam com um par de caninos superiores especialmente desenvolvidos. Com efeito, estas presas, à guisa de dentes-de-sabre, são sobremaneira evidentes nos machos, podendo medir até 5,2 centímetros de comprimento, ultrapassando-lhes o queixo. Os machos chegam a valer-se destes colmilhos, na época de acasalamento, quando competem uns com os outros. Sendo que podem sair gravemente feridos dessas lutas que travam entre si.
Quanto às fêmeas, por seu turno, as dimensões dos colmilhos são mais reduzidas, ostentando cerca de 5 milímetros de comprimento. Ambos os sexos contam, ainda, com uma mancha negra de cada lado do lábio inferior, sob os caninos superiores, que os põe em maior evidência.
Esta espécie dispõe, ainda de uma glândula odorífera de pequenas dimensões, perto dos olhos. Esta característica, aliada à ausência de hastes nos machos e os caninos especialmente desenvolvidos, fazem sobressair os veados-d'água-chineses, dentre o rol dos cervídeos.
Os veados-d'água-chineses adultos podem pesar entre 12 a 18.5 kg, sendo que, em média, pesam cerca de 13 kg.

## Reprodução

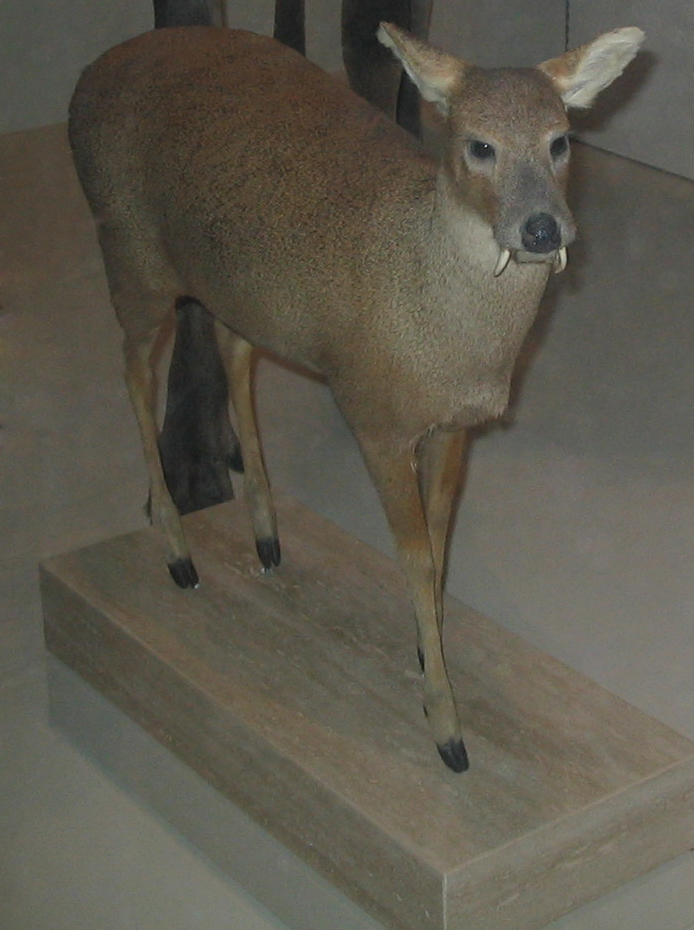

Os veados-d'água-chineses acasalam sazonalmente. Em território chinês, a época de acasalamento costuma ocorrer entre Novembro e Janeiro, pelo que as ninhadas costumam aparecer por volta de finais de Maio e princípios a meados de Junho. Contudo, é comum ver-se a época de acasalamento já desde o início de Maio, quando se encontram no cativeiro.
O período de gestação ronda entre 170 a 210 dias, sendo que as fêmeas, em estado selvagem, se estima que são capazes de parir ninhadas de até 8 filhotes, o que é uma característica que as distingue notavelmente das demais fêmeas das outras espécies de cervídeos. Sem embargo, em cativeiro, não há relatos de ninhadas tão numerosas, geralmente resumindo-se a dois ou três filhotes. 
Depois da gestação e do parto, a fêmea tende a afastar-se do seu território habitual. As crias permanecem escondidas, durante as primeiras semanas de vida, só emergindo quando a mãe aparece para as aleitar. À guisa de outros cervídeos, os cervatos de veado-d'água-chinês têm uma pelagem, dotada de padrões com ocelos e riscos longitudinais, que as ajudam a camuflar-se. Com a idade, estes padrões tendem a esmaecer até desaparecerem de todo. A aleitação dura vários meses, ocupando as fêmeas até ao desmame. Por contraponto, os machos não cuidam das crias.

## Dieta
O veado-d'água-chinês alimenta-se de ervas, juncos e raízes. Dispõe de um sistema digestivo ruminante, composto por quatro compartimentos estomacais. No entanto, o primeiro desses compartimentos, a pança, encontra-se subdesenvolvido, o que, depois, se traduz em maiores dificuldades na digestão de hidratos de carbono de origem vegetal. Por conseguinte, o veado-d'água-chinês tende a privilegiar uma dieta à base de vegetais com pouca fibra e com alto teor de hidratos de carbono solúveis.  Dessarte, o veado-d'água-chinês é muito selectivo ao comer, preferindo as ervas e os rebentos ainda tenros e preterindo a vegetação mais adulta e ressequida.

## Comportamento

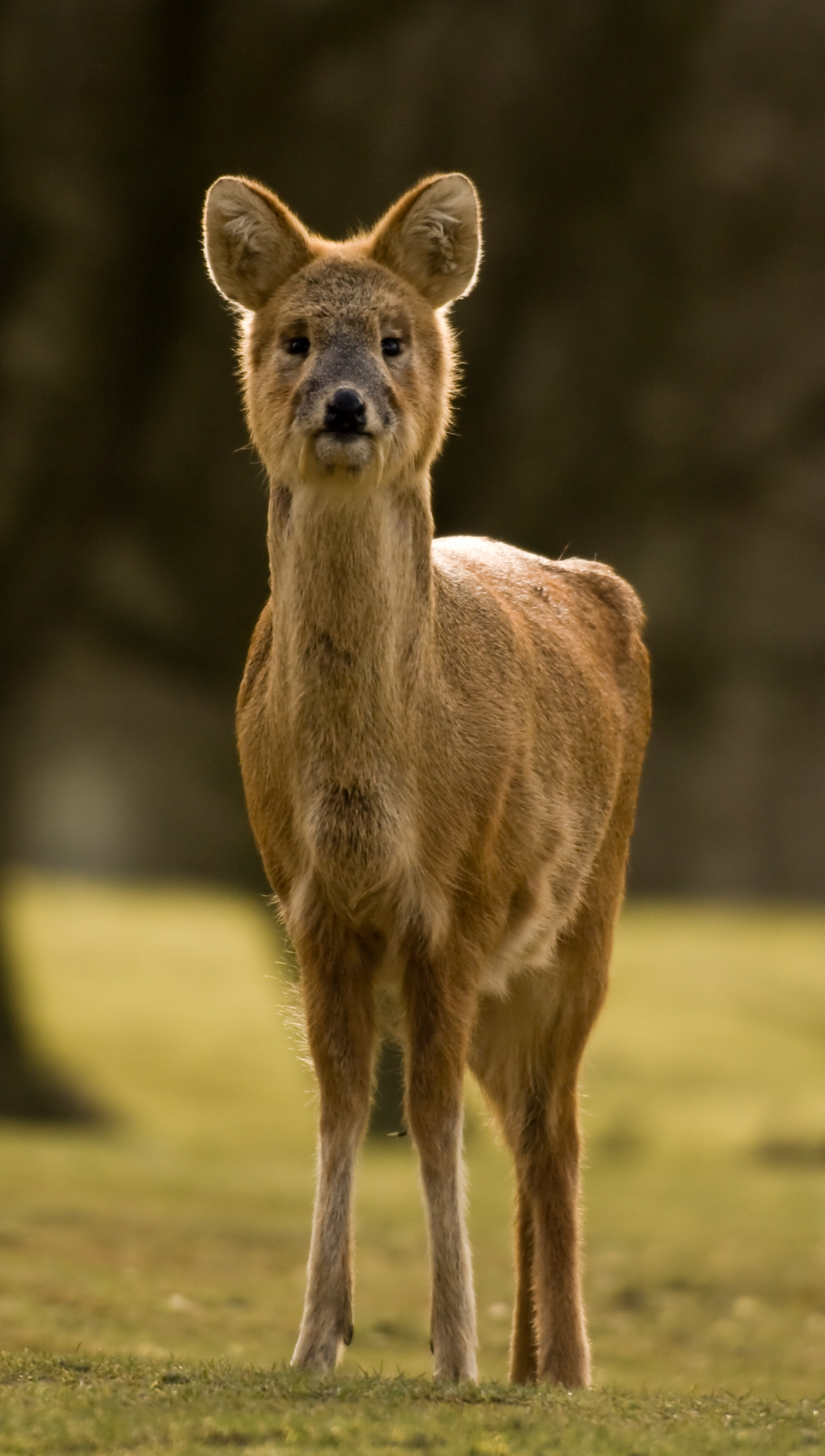
Veado-d'água-chinês (Hydropotes inermis inermis) no jardim zoológico de Whipsnade.

O veado-d'água-chinês não é uma espécie particularmente gregária, pelo que geralmente não se costuma agrupar em manadas. Normalmente, quando muito, pode encontrar-se em aos pares, sendo certo que o mais comum é ser solitário.
Pouco dado a bulícios, o veado-d'água-chinês tende a passar despercebido, oculto sob a vegetação, resguardado dos predadores. Os machos, com efeito, raramente toleram a presença de outros indivíduos do mesmo sexo, nas imediações do seu território, defendendo-o ciosamente contra quaisquer rivais que se lhe apresentem. Por outro lado, já costumam tolerar melhor a presença de uma ou duas fêmeas, dentro do seu território. Não é incomum as fêmeas acompanharem os machos, na busca de alimento ou permanecerem dentro do território de determinado macho.
Quando se defrontam em combate, os machos ladeiam-se, com as cabeças ao nível dos ombros, cabeceando um contra o outro, de feição a ferir o adversário no cachaço ou nos ombros com os seus caninos de grandes dimensões. Amiúde ferem-se gravemente, especialmente quando os combates ocorrem durante a época de acasalamento. Quando um adversário é derrotado, o vencedor escorraça-o para fora do seu território.
Embora não sejam uma espécie particularmente social, os veados-d'água-chineses costumam alertar-se uns aos outros, da aproximação do perigo, por meio de bramidos curtos e estridentes. O veado-d'água-chinês é capaz de nadar vários quilómetros, podem fazer várias travessias por entre as margens rios e ínsuas, em busca de comida ou refúgio.
Os veados-d'água-chineses marcam o território roçando a cabeça contra os troncos de árvores, por molde a sinalizá-las com o seu almíscar. Também deixam sinais odoríferos, no chão, por via das glândulas interdigitais dos cascos e de depósitos de excrementos.
Têm uma esperança de vida média que ronda os 12 anos, tanto em cativeiro, como em estado selvagem, sendo certo que costumam viver sensivelmente mais tempo em estado selvagem.